# Roman Badanin
Román Serguéievich Badanin (en ruso: Роман Сергеевич Баданин; nacido el 1 de enero de 1970) es un periodista, investigador ruso. Es el ex fundador y editor en jefe del medio de comunicación Proekt, ex editor en jefe de la plataforma digital de Forbes Rusia, ex editor en jefe del canal de televisión Dozhd y la agencia de noticias RBK.

## Biografía
Badanin nació el 1 de enero de 1970. Se graduó de la Facultad de Historia de la Universidad Estatal de Moscú. Badanin participó en actividades de investigación en la Academia Rusa de Ciencias y la Fundación Gorbachov, un grupo de expertos ruso.
En 1996, Badanin comenzó a trabajar en el periódico Izvestia.
En 2001, comenzó a trabajar para el periódico Gazeta como editor de noticias. En 2011, mientras era jefe del departamento de política y editor en jefe adjunto, renunció debido a desacuerdos entre él y el editor en jefe del periódico. Dos semanas antes de las elecciones legislativas rusas de 2011, el periódico recibió una orden para colocar un anuncio del partido político gobernante Rusia Unida, y Badanin se opuso, porque el anuncio requería que el periódico eliminara las pancartas existentes del Movimiento para la Defensa de los Derechos de los Votantes "Golos" y el proyecto "Mapa de violaciones", que rastreaba las violaciones en las elecciones y en los resultados de las votaciones.
Desde diciembre de 2011 hasta el 26 de agosto de 2013, fue editor en jefe del sitio web Forbes Rusia. En este cargo, fue responsable de la integración de la revista y la plataforma digital. Según el diario Kommersant, Badanin se fue por desavenencias con el entonces director general de la editorial Axel Springer Rusia.
El 14 de octubre de 2013, se supo que Badanin fue nombrado director ejecutivo del Servicio de Proyectos de Internet de la agencia de noticias Interfax.
El 15 de enero de 2014, comenzó a trabajar como redactor jefe de la agencia de noticias RBK. Badanin fue uno de los autores de la investigación de RBK sobre una de las hijas del presidente ruso Vladímir Putin, Katerina Tíjonova, y su entonces esposo Kiril Shamálov. El 13 de mayo de 2016, Badanin renunció debido a la presión de los funcionarios rusos. Tras su renuncia, más de una veintena de periodistas clave también abandonaron la agencia.
El 25 de julio de 2016, Badanin fue nombrado editor en jefe del canal de televisión Dozhd. Fue uno de los autores del reportaje de Dozhd sobre el empresario y criminal ruso Ilyá Tráber, después de lo cual se inició un caso penal por difamación. Ilyá Tráber es uno de los jefes del clan Tambóvskaya, investigado en España por crimen organizado.
En 2017, Badanin voló a los Estados Unidos para estudiar en la Universidad de Stanford bajo el programa John S. Knight Journalism Fellowships en Stanford.
En 2018, fundó el medio Proekt, especializado en periodismo de investigación. Proekt se cerró en 2021 después de ser catalogado como una organización indeseable, y Badanin abandonó Rusia por su seguridad.
El 6 de septiembre de 2021, fundó el medio de comunicación en línea de investigación Agentstvo ("Agencia").

## Premios y reconocimientos
- Seis veces ganador del premio de periodismo Redkollegia.[26]
- Premio "Periodismo como profesión" 2019 en la categoría Entrevista con imágenes.[27][28][29]